# 자전축의 세차운동

지구의 세차운동: 지구는 (흰색 화살표 방향으로) 하루에 한번씩 자전하며, 그 축은 (흰색원을 따라) 천천히 회전하며, 거의 25,800년에 걸쳐 그 회전의 주기를 마친다.

자전축의 세차운동(自轉軸之 歲差運動, axial precession)은 천체의 자전축의 방향이 중력으로 인해 서서히 연속적으로 변하는 것을 말한다. 이것은 팽이가 도는 힘이 떨어졌을 때 중심축이 위쪽에서는 원을 그리면서 돌고 아래쪽에서는 꼭지점에 머물러 있는 것과 유사하다. 즉, 중심축이 그리는 입체적 모양이 거꾸로 선 원뿔과 같은 것을  말한다. 세차운동 또는 세차라고 할 때는 특히 (점성술에서 대년 또는 플라톤 년이라고 불리는) 약 26,000년의 주기로 지구의 자전축 방향이 점진적으로 이동하는 것을 일컫는다. 일반적으로 "세차"라는 단어는 이러한 큰 영년변화를 일컫는데만 사용된다. 참고로, 지구 자전축의 정렬과 관련된 보다 작은 규모의 다른 변화로는 장동과 극운동이 있다.
역사적으로 지구의 세차운동은 분점의 세차운동(分點之 歲差運動, precession of the equinoxes)이라고 불렸다. 왜냐하면, 분점이 황도를 따라 항성에 비해서 서쪽으로 즉, 황도를 지나는 태양의 이동 방향과 반대로 움직였기 때문이다. 이 용어는 상세한 수학적 계산이 결여된 비전문적 논고에서 여전히 사용된다. 히파르코스는 세차운동에 대해서 기록했는데, 쐐기 문자 평판에서 비롯된 증거가 그의 서술과 수학적 계산이 여러 세기 이전부터 존재해 왔던 바빌로니아의 천문수학에 몹시 의존했음을 시사하는데도 불구하고, 역사적으로, 그것을 그가 발견한 것으로 인정되고 있다. 그의 생애의 정확한 기간은 알려지지 않았지만, 프톨레마이오스에 의한 천문학 관측은 그가 기원전 147년부터 기원전 127년에 활동했다고 본다.
19세기의 전반기 동안에 행성과 그것들 사이의 중력을 계산하는 능력이 향상됨에 따라, 그 힘도 황도를 조금씩 움직이게 한다고 인정되었고, 1863년에 그것은 행성 세차(行星 歲差, planetary precession)라는 명칭이 붙었는데, 반면에 우세한 요소는 일월세차(日月歲差, lunisolar precession)라는 명칭이 붙었다. 그것들의 결합에는 분점의 세차 대신에 일반 세차(一般 歲差, general precession)라는 명칭이 붙여졌다.
일월세차는 지구의 적도융기에 미치는 달과 태양의 중력에 의해 발생하며, 관성 공간에 대한 지구의 자전축의 이동을 야기한다. 행성 세차(전진)는 지구에 미치는 다른 행성의 중력과 그 궤도면(황도) 사이의 작은 각도로 인한 것으로, 관성 공간에 대한 황도면의 다소의 이동을 야기한다. 일월세차는 행성 세차보다 약 500배 더 크다. 태양과 달에 부가적으로, 행성이 지구 자전축의 관성공간에 대한 근소한 이동을 야기한다는 사실에 비해, 오인의 소지가 있을만큼 일월세차 대 행성 세차로 용어가 서로 대조되었는데, 따라서, 2006년에 국제천문연맹은 우세한 요소가 재명명되기를 권고했고, 주요소를 적도의 세차운동(赤道之 歲差運動, precession of the equator)이라고 명명하고, 부요소를 황도의 세차운동(黃道之 歲差運動, precession of the ecliptic)으로 명명했다. 그러나, 그것들의 결합은 여전히 일반 세차로 명명되어 있다. 그 정정이 있기 전에 출판된 서적들에는 옛 용어를 사용한 많은 언급이 있다.

## 세차의 명명법
세차운동의 영문 용어는 프리세션(precession)인데, 직역하면 선행(先行)이다. 어원학적으로 선행(precession)과 행진(procession)은 (라틴어로 앞으로 행진하는 전진(前進)을 뜻하는 단어 processio에서 파생되었고) 운동과 관계된 용어이다. 일반적으로 용어 행진은 객체의 한 무리가 앞으로 움직이는 것을 묘사할 때 사용되며, 반면에, 용어 선행은 객체의 무리가 뒤로 움직이는 것을 묘사할 때 사용되는 용어이다. 지구의 일주 운동으로 인하여 날마다 그리고 태양에 대한 지구의 공전으로 인하여 매년마다 지구로부터 관찰되는 항성은 동쪽에서 서쪽으로 전진되는 것으로 보인다. 같은 시간에서 보면, 항성은 매년마다 거의 50 각초의 비율로 약간씩 역행하는데, 그 현상은 "분점의 세차운동"으로 알려져 있다.
그러한 운동을 설명하는데 있어서, 천문학자들은 일반적으로 그 용어를 "precession(선행)"으로 축약한다. 그리고, 그 운동의 원인을 설명하는데 있어서, 물리학자들 또한 같은 용어를 사용하는데, 천문학에서는 어느 종류의 선행은 실제적인 것이며 다른 것은 외견적인 것이라는 점에서, 관측되는 현상과 그것의 원인 사이에 다소 혼동이 유발된다. 그러한 문제는 대부분의 천문학자들이 물리학자나 천체 물리학자라는 사실에 의해 더욱더 애매해진다.
천문학에서 사용되는 "선행"이라는 용어는 일반적으로 관측되는 (하늘에서 항성이 역행하는) 분점의 선행을 설명하며, 반면에, 물리학에서 사용되는 "선행"이라는 용어는 일반적으로 역학적 과정을 설명한다는데 유념할 필요가 있다.
한자어인 세차(歲差)는 지구에서 볼 때, 항성에 관한 하늘과 절기를 만드는 태양에 대한 하늘 사이에 차이가 나게됨을 일컫는다. 황도 좌표계에서 그 차이는 항성 황도대와 회귀 황도대 사이의 차이이다. 세차운동은 자전축이나 춘분점이 이동하는 현상을 일컫는 천문학 용어이다.

## 효과
지구 자전축의 세차운동은 관찰 가능한 여러 효과를 만들어낸다. 첫째로, 남쪽과 북쪽의 천구의 극이 공간에 고정된 항성 배경에 대하여 25,772 율리우스년(2000년 비율) 동안에 한 번의 주기를 마치는 원을 그리며 이동하는 것으로 나타난다. 따라서, 오늘날에는 항성 폴라리스가 거의 천구의 북극에 가까이 놓여 있지만, 그것은 시간이 지남에 따라 변하게 될 것이며, 다른 항성이 북극성이 될 것이다. 대략 3200년에, 항성 세페우스자리 감마가 폴라리스에 이어 그 위치를 차지하게 될 것이다. 천구의 남극에는 그 위치를 표시할 만한 밝은 행성이 현재에는 없지만, 시간이 흐르면 세차의 진행이 밝은 항성을 남극성으로 만들게 될 것이다. 천구의 극이 이동함에 따라서, 지구의 특정 위치에서 관측될 때 모든 별 시야의 와견상 방위에 있어서 상응하는 점진적인 이동이 있다.
두 번째로, 계절에 관하여 정의된 지점이나 분점 또는 다른 때에, 태양을 공전하는 궤도에서의 지구의 위치가 서서히 변화한다. 예를 들어, 지구의 자전축 기울기가 태양에 가장 바로 향하고 있을 때, 지구의 궤도상 위치가 하지점을 나타낸다고 가정 한다면, 한 차례의 완전한 주기 이후에 태양이 배경 항성을 기준으로 외견상 같은 위치에 복귀했을 때, 지구의 지전축 기울기는 태양을 가장 바로 향하고 있지 않는다. 세차운동의 효과로 인하여, 그것이 약간 "뒤"에 있게 된다. 다른 한편으로는, 그 궤도 상의 하지점이 조금 이르게 나타난다. 그러므로, 계절의 주기를 (예를 들어, 하지부터 하지까지 또는 춘분부터 춘분까지를) 측정하는 회귀년은 항성에 대한 태양의 외견상 위치로 측정되는 항성년보다 약 20분 더 짧다. 일년에 20분이 25,772년에 1년과 거의 같다는 것에 유념한다면, 25,772년의 한 번의 완전한 주기 이후에, 그 궤도에 대한 계절적 위치는 "그것들이 출발했던 곳으로 되돌아 온다." (다른 효과로는 지구의 궤도의 모양과 방향에 대한 느린 변화가 있는데, 그것들이 세차운동과 결합하여 기간이 다른 여러 주기를 만들어낸다.: 밀란코비치 주기 참조. 지구 기울기의 방향은 전혀 아닌 그것의 크기가 시간에 따라 천천히 움직이기도 하지만, 그 효과가 세차운동에 직접 관혀하는 것은 아니다.)
같은 이유로, 춘분이라고 하는 계절적으로 일정한 시간 때의 항성 배경에 관한 태양의 외견상 위치는 1년에 약 50.3 각초씩(360도를 25,772로 나눈 근삿값) 또는 71.6년에 1도씩의 비율로 황도대의 전통적인 열두 별자리를 모두 지나며 완전한 360°로 회귀한다. 그것은 (황도대의 별자리 또는 하우스)의 시대"로 묘사되며 태양의 위치와 관계 있는 역사적 기록이며 황도대의 별자리와 관련된 신화이다.
더 상세한 정보는 아래의 북극성의 변경과 극점의 이동과 분점의 이동을 참조하십시오.

## 역사

### 헬레니즘 세계

#### 히파르코스
기원전 280년 경에 이미 사모스의 아리스타르코스가 항성년과 회귀년의 다른 값을 갖고 있었다는 여전히 논쟁의 여지가 있는 증거에도 불구하고, 세차운동의 발견은 일반적으로 로도스의 또는 니케아의 그리스 천문학자 히파르코스(기원전 190~120년)에 의한 것으로 인정된다. 클라우디오스 프톨레마이오스의 알마게스트에 따르면, 히파르코스가 스피카와 그 외의 밝은 항성들의 경도를 측정했다고 한다. 그는 그의 전임자 티모카리스(기원전 320~260년)와 아리스틸루스(기원전 ~280년)의 자료를 그의 측정치와 비교했는데, 스피카가 추분점에 대하여 2° 움직여 왔다는 결론을 얻었다. 그는 (태양이 춘분점으로 복귀하는데 걸리는 시간인) 회귀년과 (태양이 한 개의 항성으로 복귀하는데 걸리는 시간인) 항성년을 비교하기도 했는데, 근소한 차이를 발견했다. 히파르코스는 춘분점이 황도대를 통해 이동("세차운동")되었으며, 세차의 비율은 한 세기에 1° 보다 작지 않다는, 다른 말로 하면, 36000년 보다 더 길지 않은 시간 동안 한 번의 완전한 주기를 완주한다는 결론을 내렸다.
사실상 히파르코스의 기록은 세차운동에 대한 그의 업적을 포함해서 모두 소실되었다. 그것들은 정지한 지구를 중심으로 하는 천구의 공전으로 세차운동을 설명한 프톨레마이오스에 의해서 언급되었다. 히파르코스는 프톨레마이오스와 마찬가지로 지구보다 하늘이 움직이는 지구중심설에 한해서 세차운동에 대해 생각했다고 추정함이 타당하다.

#### 프톨레마이오스
히파르코스의 세차운동에 관한 연구를 계속 이어나간 것으로 알려진 최초의 천문학자는 2세기의 프톨레마이오스이다. 프톨레마이오스는 월식을 요하지 히파르코스의 달을 사용한 방식의 변형으로 레굴루스와 스피카 등의 밝은 항성들의 경도를 측정했다. 일몰 전에, 그는 태양으로부터 멀어지는 달의 경도를 측정했다. 그 다음, 일몰 후에, 그는 달부터 항성까지의 경도를 측정했다. 그는 태양의 경도를 계산하는 히파르코스의 방식을 사용했고 달의 이동과 그것의 시차를 정정했다.:251~255 프톨레마이오스는 그의 관찰 결과와 히파르코스와 메넬라우스, 티모카리스 그리고 아그리파의 값들과 비교했다. 그는히파르코스와 그의 시간의 차이(약 265년)와 항성이 2°40' 또는 100년에 1°씩 (1년에 36"씩: 오늘날 이 비율은 1년에 약 50" 또는 72년에 1° 씩이다.) 이동해왔음을 발견했다. 그는 세차운동이 모든 항성에게 적용되지만, 황도에 인접한 천체에게는 그렇지 않음을 확증했는데, 그의 주기는 히파르코스가 계산한 값과 같은 36000년의 기간이었다.

#### 다른 저자들
대부분의 고대 작가는 세차운동을 언급하지 않았는데, 아마도 그것에 대해 모르고 있었던 듯싶다. 그러한 작가들로는 프톨레마이오스 외에 세차운동을 부정한 프로클루스와 프톨레마이오스의 설명을 수용한 4세기의 프톨레마이오스의 주석자 알렉산드리아의 테온을 들을 수 있다. 테온은 대안적 이론을 공표하기도 했다.
어떤 견해에 따르면, 고대의 점성가들은 특정 시대로부터 지일의 별자리가 그 별자리의 위치에서 8° 움직였다고 믿었다. 그후에 그것들은 같은 곳으로 복귀하고 ...
"진동하는" 분점은 황도대의 전체 경로를 통해서 진행하는 대신에, 8°의 호 만큼을 전후로 움직인다는 진동의 이론이 테온에 의해 세차운동의 대안으로써 제안되었다.

### 대안적 이론

#### 바빌로니아
히파르코스와 관계없이 세차운동을 발견해온 다른 문화권들에서의 각개의 주장이 있다. 알바타니에 따르면, 칼데아의 천문학자들은 회귀년과 항성년을 구별해왔었는데, 부정확하더라도, 거의 기원전 330년에,그것들은 세차운동이 설명되는 위치에 있게 될 것이라고 했지만, 그와 같은 주장이 일반적으로 옹호되지는 않았던 것으로 여겨진다.

#### 고대 이집트
히파르코스의 시대 이전에 고대 이집트에서 알려진 세차운동에 대한 유사한 주장들이 있었지만, 그러한 주장들은 논쟁의 여지가 있는 채로 남아 있었다. 예를 들어, 주장된 바에 의하면, 카르나크 신전 단지에 있는 몇몇 건물이 한 해의 중요한 때에 특정 항성들이 떠오르거나 저무는 지평선의 한 점을 향하여 건축되었다고 한다. 몇 세기 이후에, 세차운동이 방향성을 구식으로 만들면, 그 신전은 재건축되었다. 그러나, 항성의 정렬이 오차가 생겼다는 관찰은 이집트인들이 항성이 황도에서 하늘을 가로지르며 72년에 약 1도씩 의 일정한 비율로 이동함을 이해했다는 의미가 아니다. 그렇지만, 그들은 정확한 달력을 보유하고 있었고, 만일 그들이 신전의 재건축 기간을 기록했었다면, 대략적인 세차운동의 비율을 계산하는 것은 간단한 문제였을 것이다. 후기 (프톨레마이오스) 시대부터 덴데라에 있는 하토르 신전의 항성 지도인 덴데라 황도대는 분점의 세차가 기록된 것으로 추정된다. 아무튼, 고대 이집트인들이 세차운동에 대해서 알고 있었다고 하더라도, 그들의 지식은 현재까지 잔존하는 천문학 문헌에는 기록되어 있지는 않다.
마이클 라이스는 그의 저서 《이집트의 유산(Egypt's Legacy)》에서 "비티니아인 히파르코스에 의한 새차운동의 정의 이전에 고대인들이 그것의 역학을 알았었는지의 여부는 불분명하지만, 밤하늘에 대한 헌신적인 관찰자들로서 그들은 그것의 효과를 간과할 수 없었다."(128쪽)고 한다. 라이스는 "세차운동이 이집트의 발전을 촉진한 것을 이해하는데 기초가 된다"(10쪽)고 인정하며, "어떤 의미에서는, 국민국가로써의 이집트와 살아있는 신으로서의 이집트 왕은 이집트인들이 세차운동이 수반하는 천체의 막대한 외견상 이동에 의해 야기되는 천문적 변화를 깨달은 결과이다."(56쪽)라는 범위로 확대해서 생각한다. 카를 구스타프 융에 따르면, 라이스는 "기자에 있는 피라미드가 주요 위치를 향해 정렬된 정확도와 항성에 맞춰 그것들의 정렬을 이루어 건축될 수 있었던 정확성으로 인하여, 기원전 제3천년기에 (그리고 어쩌면 그 이전에도) 이집트에서 매우 정밀한 천문적 관찰이 실시되었다는 증거가 명확해진다고 한다. 그러한 사실만으로도 이집트인들의 세차운동의 지식에 대한 융의 믿음을 이전에 그럴 듯하게 여겨졌던 것보다 훨씬 덜 추측적이게 만든다."(31쪽)고 한다. 라이스는 "이집트인들은 세차운동의 결과로 인하여, 본래에 있었던 신전에 대한 항성의 위치가 이동되었을 때, 신전의 방향을 개조하기도 했는데, 새로운 왕조의 치세기 동안에 그러한 일들이 여러 차례 일어난 듯하다."(170쪽)고 한다.
수 천년 이상 고대 이집트의 사제적 엘리트가 세차적 주기를 추적했다는 개념은 로버트 보벌과 그레이엄 핸콕에 의해 그들의 1995년 저서 《창세의 수호신(Keeper of Genesis)》에서 상술된 이론들의 중심적 역할을 한다. 그 저자들은 고대 이집트의 기념적 건축물들이 하늘의 지도로써 기능했으며, 연관된 제식은 천체의 사건에서 우러난 현세의 정묘한 활동이었다고 주장한다. 특히, 그 의식은 제프 테피("최초의 시간")으로 알려진 먼 조상의 시대로 세차적 주기가 "되돌아 옴"을 상징했는데, 저자들은 그 때를 기원전 10,500년경으로 계산했다. 그 추정값은 저자들이 이집트인들의 기록이 시작 되었다고 인정하는 연도이다. 선사 시대의 이집트에 대한 연구로부터 비롯된 증거는 수렵채집으로부터 중앙집권화된 사회의 질서로 농경에 기반한 정착을 이끈 이집트 지역 거주자들의 문화에서 발생한 주요 변화를 입증한다. 그 변화는 기후변화와 과방목으로 인해 유발되어왔었던 듯하다.

#### 마야
메소아메리카의 장주기력이 어떻게든 세차운동에 대하여 조정되었다는 추측이 있지만, 그 견해는 전문적인 마야 문명을 연구하는 학자들에게는 수용되지 않는다. 그러나, 밀브레이스는 "플레이아데스를 포함하는 30,000년의 장주기년은 ... 춘분점의 세차운동을 계산하려는 노력이 되어왔을 수도 있다."고 전했다.

### 인도
12세기 바스카라 2세의 문헌은 이렇게 전한다.: "《수리야싯단타》에 따르면, 43억2천년의 1칼파 동안에 삼파트는 30000번을 음회전하고, 반면에, 문잘라 등은 1칼파 동안에 아야나가 199669회 전진하며, 하나는 상승과 하강의 차이 등을 규명하기 전에 두 가지의 조합이 있어야 한다." 랜슬럿 윌킨슨은 완전한 의미를 전달하는 너무도 간단한 어문으로 된 그 세개의 절의 마지막을 번역했는데, 현대 힌디어 주석서에서 표면화해온 두 가지의 조합 부분을 생략했다. 힌디어 주석서에 의하면, 세차 주기의 마지막 값은 야야의 +199669번의 회전과 삼파트의 −30000번의 회전을 더함으로 한 칼파당 +169669이 산출되도록 구해져야 한다.
게다가, 문잘라의 값은 아야나의 이동에 21636년의 한 주기를 부여하는데, 그 값은 근일점 세차운동도 계산에 포함될 때의 현대적 세차 값이다. 후자는 현재 136000년의 주기를 지니지만, 바스카라 2세는 그 값을 144000년(1칼파에 30000번)으로 보았고 그것을 삼파트라 칭했다. 바스카라 2세는 음의 삼파트에 양의 아야나를 조합한 후의 마지막 용어의 이름을 정하지 않았다. 그러나, 그가 부여한 값은 그가 아야나에 의해 궤도상 근일점 세차가 조합된 효과를 고려한 세차운동을 계산했으며, 삼파트에 의해 근일점 주기를 계산했지만, 그것을 그것을 분점으로 한정하지는 않았음을 나타낸다. 그는 그의 업적인 싯단타 쉬로마니를 명확화한 바사나바쉬아 주석서에서 수리야싯단타는 가용될 수 없으며 그가 전문에 근거해서 기술 한다고 밝힌 점에서, 그의 문체는 다소 혼동이 야기된다. 바스카라 2세는 그 자신의 견해를 기술하지 않았으며, 단지 수리야싯단타와 문잘라 그리고 이름 없는 "다른 것들"을 인용했을 뿐이다..
전통적 주석자들에 따르면, 현존하는 수리야싯단타는 ±27°의 범위 안에서 1년에 54"씩의 비율로 진동하는 개념을 옹호한다. 하지만, 버제스는 그가 바사카르 2세에 의해 언급된 수리야싯단타를 인용한 데서 본래의 의미는 순환적 운동에 대한 것이 틀림없다는 의견을 더했다.

### 중국의 우희
우희(虞喜, 281~356)는 세차운동을 언급한 최초의 중국 천문학자이다. 그는 50년에 1°씩의 비율로 세차의 비율을 추산했다.

### 중세와 르네상스
중세 이슬람의 천문학에서, 마라게 천문대에서 편찬된 지즈이 일카니는 분점의 세차를 세 년당 51각초로 정했는데, 그 값은 현대의 값인 50.2각초와 매우 근접한다.
중세에, 이슬람과 라틴의 기독교 천문학자들은 그러한 "진동"을 세차가 더해지는 항성의 이동으로 간주했다. 그러한 이론은 일반적으로 아랍의 천문학자 타비트 이븐 쿠라에 의한 업적으로 간주되지만, 그러한 간주는 현대에 논쟁되어오고 있다. 니콜라우스 코페르니쿠스는 《천구의 회전에 관하여(De revolutionibus orbium coelestium)》(1543년)에서 진동의 다른 계산법을 내놓았다. 그 저서는 세차를 지구 자전축의 이동의 결과로 확신한 최초의 문헌이다.

### 현대
한 세기가 지나고 세차운동은 아이작 뉴턴의 《자연철학의 수학적 원리(Philosophiae Naturalis Principia Mathematica)》(1687년)에서 중력의 결과라고 설명되었다. 뉴턴의 세차에 관한 최초의 균차가 사용되지는 않았지만, 장 르 롱 달랑베르와 그 이후의 과학자들에 의해서 적지 않게 교정되었다.

## 히파르코스의 발견
히파르코스는 《지점과 분점의 이동에서(On the Displacement of the Solsticial and Equinoctial Points)》(알마게스트 3권 1장과 7권 2장에서 묘사됨)에서 그의 발견을 설명했다. 그는 월식 동안의 항성 스피카의 황도상 경도를 측정했고 그것이 추분점에서 서쪽으로 6° 쯤에 있음을 알았다. 그는 (기원전 3세기에 아리스틸루스와 함께 작업했던 에우클레이데스와 동시대의) 알렉산드리아의 티모카리스의 측정값과 자신의 것을 비교하여, 스피카의 경도가 약 150년 동안에 2°가량 감소했음을 알았다. 그는 다른 항성의 이동에도 주목했다. 그는 황도와 인접한 항성만이 시간이 흐르면서 이동한다고 추측했다. 프톨레마이오스는 그것을 "첫 번째 가설"(알마게스트 제7권 1장)이라 칭했지만, 히파르코스가 고안한 것으로 알려진 어떤 가설도 공표하지는 않았다. 히파르코스는 매우 신뢰되지는 않는 근과거의 관측값만을 가지고 있었기 때문에, 그의 가설에 분명히 제한을 두었다.
왜 히파르코스는 항성의 위치를 측정하는데 월식을 필요로 했는가? 주야 평분점은 하늘에 표시되지 않았으므로, 그는 달을 참조점으로 사용했다. 히파르코스는 이미 어떤 순간의 태양의 경도를 계산할 수 있는 방법을 개발했었다. 달이 충에 있을 때, 보름달 동안에 월식이 일어난다. 식의 중간점 때에, 달은 태양으로부터 정확히 180°에 위치한다. 히파르코스는 그 때의 달로부터 스피타의 경도 차이를 측정했던 것이다. 그는 그 값에 달과의 경도 차인 180°를 더해서 계산된 태양의 경도값을 더했다. 그는 티모카리스의 자료와 같은 절차로 작업하지 않았다.:251 덧붙여 말하면, 히파르코스에 대한 전기적 정보는 드물기 때문에, 월식을 사용한 그러한 관측은 그의 작업이 언제 이루어졌는지에 대한 주요한 근거 자료가 된다. 예를 들어, 그가 관측한 월식은 기원전 146년 4월 21일과 기원전 135년 3월 21일에 일어났다.:135 n.4
히파르코스는 《한 해의 길이(On the Length of the Year)》에서 세차운동을 연구하기도 했다. 두 가지의 년이 그의 업적을 이해하는 것과 관련된다. 회귀년은 지구로부터 보는 관점에서, 태양이 황도(천구의 항성들 사이에 있는 경로)를 따라 같은 위치로 복귀하는데 걸리는 시간의 길이이다. 항성년은 천구의 항성을 기준으로 태양이 같은 위치로 복귀했하는데 걸리는 시간의 길이이다. 세차운동은 매년마다 항성의 경로를 약간씩 변하게 하므로, 항성년이 회귀년보다 길다. 분점과 지점의 관측을 활용한 히파르코스는 회귀년의 길이를 365+1/4−1/300일 또는 365.24667일로 계산했다.:209 그는 그 값을 항성년의 길이와 비교해서 세차의 비율을 1°보다 적지 않은 값으로 산정했다. 그 정보로부터 항성년의 값을 계산하면, 365+1/4+1/144일 또는 365.25694일 나온다.:218 현대의 것과 비교하면, 그의 측정 값은 약간의 오차가 있다.
그는 《윤달과 윤일에 대하여(On Intercalary Months and Days)(현재 소실) 에 있는 메톤과 칼리포스의 달력을 수정하여 그의 회귀년과 근접한 태음태양력을 만들었는데, 그것은 프톨레마이오스에 의해 알마게스트 제3권 제1장에서 소개 되었다.:139 바빌로니아 달력은 기원전 499년부터의 235년의 (기원전 380년전에 단 세 번의 예외가 있는) 19년에 235개의 태음월 주기를 사용하지만, 구체적인 날 수가 규정되지 않았다. 메톤 주기(기원전 432년)은 19년에 6.940일을 할당하여 연평균 365+1/4+1/76일 또는 365.26316일씩을 산출한다. 칼리푸스 주기(기원전 330년)는 연평균 약 365+1/4일 또는 365.25일이 되도록 4 메톤 주기(76년)에서 하루를 생략한다. 히파르코스는 4 칼리푸스 주기(304일)에서 하루를 더 감해서 연평균 일수를 365+1/4−1/304일 또는 365.24671로하는 히파르코스 주기를 만들었는데, 그 일수는 365+1/4−1/300 또는 365.24667일인 그의 항성년에 근접했다. 그리스의 이 세 가지 주기는 어떤 상용력에서도 사용된 적이 없었고, 오직 《알마게스트》와 같은 천문학 문헌에서만 등장할 뿐이다.
우리는 기원전 2세기의 고대 천문학 컴퓨터인 안티키테라 메커니즘에서 히파르코스의 수리적 특징을 알 수 있다. 그 메커니즘은 하늘에서 (거의 19년만에 같은 위치에 나타나는 보름달로써) 달이 같은 위상으로 같은 항성에 재등장하는 주기인 메톤 주기와 (4 메톤 주기이며 더 정확한) 칼리푸스 주기, 사로스 주기 그리고 (식의 정확한 예측을 위해서 사용되는 3 사로스 주기의) 엑셀리그모스 주기의 태양년을 기초로 한다. 안티키테라 메커니즘에 대한 연구는 고대인들이 하늘에서의 태양과 달의 이동에 관한 모든 위상에 기반하는 매우 정확한 달력을 사용하고 있었음을 증명한다. 사실, 안티키테라 메커니즘의 일부인 달의 메커니즘은 케플러의 제2법칙과 매우 근접한 달의 변화하는 속도가 적용된, 예를 들어, 그것은 근일점에 있는 달의 가장 빠른 이동과 원일점에 있는 가장 느린 이동을 계산에 넣은, 핀과 슬롯 장치가 있는 일련의 네 개의 기어를 사용하여 주어진 시간의 달의 이동과 위상의 변화를 표현한다. 그것의 발견은 히파르코스가 케플러의 제2법칙과 거의 유사한 것을 고안했다는 증거로써, 그의 수학적 계산들이 프톨레마이오스가 그의 저서에서 설명한 것보다 더 진보되었음을 입증한다.

## 미트라교의 의문
미트라교는 신비주의 종교 또는 학파는 미트라스에 대한 숭배가 기반이 된다. 기원전 1세기경부터 5세기까지 로마 제국에서 지하에 많은 신전들이 건축되었다. 미트라교에 대한 경전이 거의 총체적으로 부족하기 때문에, 그것을 이해하기 어렵게 만든다. 미트라의 가르침은 미트라에움에서 발견된 도상으로부터 재구성되어야 한다. (그곳은 종종 미트라의 저부조가 있는 동굴 동굴 또는 지하의 집회 장소였다.) 1970년대부터 많은 학자들이 프란츠 퀴몽이 미트라스와 페르시아의 신 미트라를 동일시 하는 것에 동의했다. 퀴몽의 이론은 1971년에 재평과 되었고 현재 미트라는 페르시아의 종교에 의해 약간만의 영향을 받은 혼합주의적 신이라고 인정된다.
미트라교는 명백한 점성학적 요소를 가지고 있는 것으로 인정되지만, 그러한 상세 내용은 논쟁중에 있다. 미트라교 학자들 가운데 한 명인 데이빗 울란지는 미트라(미트라스 솔 인빅투스: 정복할 수 없는 태양)을 세차운동의 원인이 되는 제2의 태양이나 항성으로 해석했다. 그는 그 종교가 히파르코스의 세차운동 발견에 영감을 받아왔을 수도 있다고 제언했다. 그의 분석의 일부는 대부분의 미트라교 신전에서 발견되는 황소를 신성시하는 그 종교의 형상인 토럭터니에 근거한다. 울란지에 의하면, 토럭터니는 항성 차트이다. 미트라스는 두 번째 태양이나 초월-우주적 태양 그리고 또는 페르세우스 별자리이며, 황소는 황도대의 별자리인 황소자리이다. 보다 이른 점성학적 시대에는 태양이 황소자리에 있을 때가 춘분이었다. 그러한 이유로 토럭터니는 (춘분점에 기반하여 기원전 2000년경의 또는 추분점에 기인하면 기원전 11,500년경의) "황소자리의 시대" 을 끝마치는 미트라-페르세우스를 기념한다.
그것의 도상은 황도대의 양 쪽에서 횃불을 든 두 명의 소년(카우테스와 카우토파테스)을 포함하기도 한다. 울란지와 월터 크루텐던은 그의 저서 《신화와 시간의 잃어버린 별(Lost Star of Myth and Time)》에서 그들이 우주적 세차의 근본 요소인 성장과 부패 또는 계몽과 무지의 시대를 의미한다고 해석했다. 그러므로, 미트라교는 대년(한 번의 완전한 분점의 세차운동을 뜻하는 플라톤식 기간)의 세차 주기 안에서 변화하는 시대와 관계있는 것을 지닌다고 여겨진다.

## 극점 항성 변경

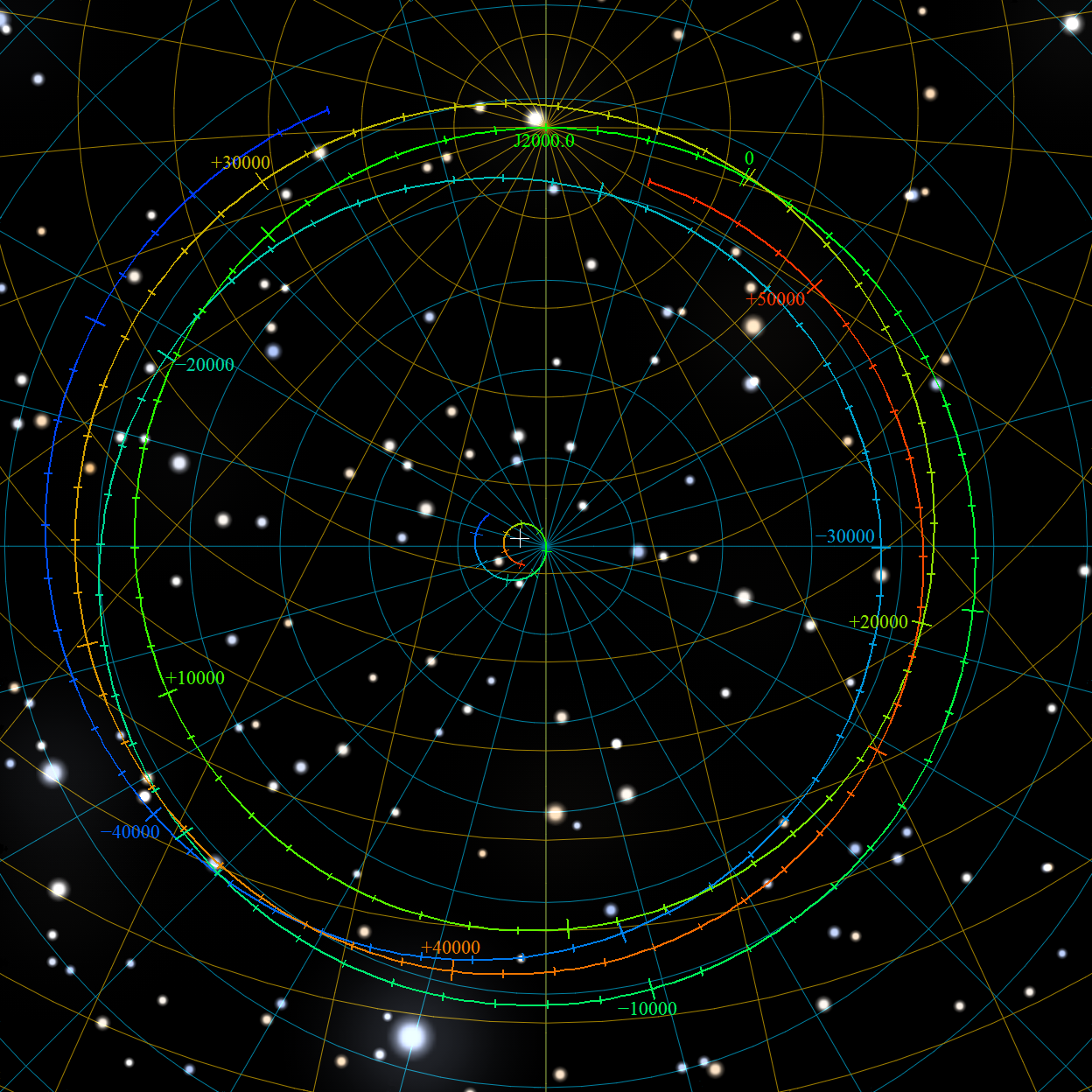
공통 시대 이전의 48000에서 52000까지 일반 시대의 시간 간격에 대해 Epoch J2000.0의 고정 된 하늘에서 북극의 세차 경로의 투영.

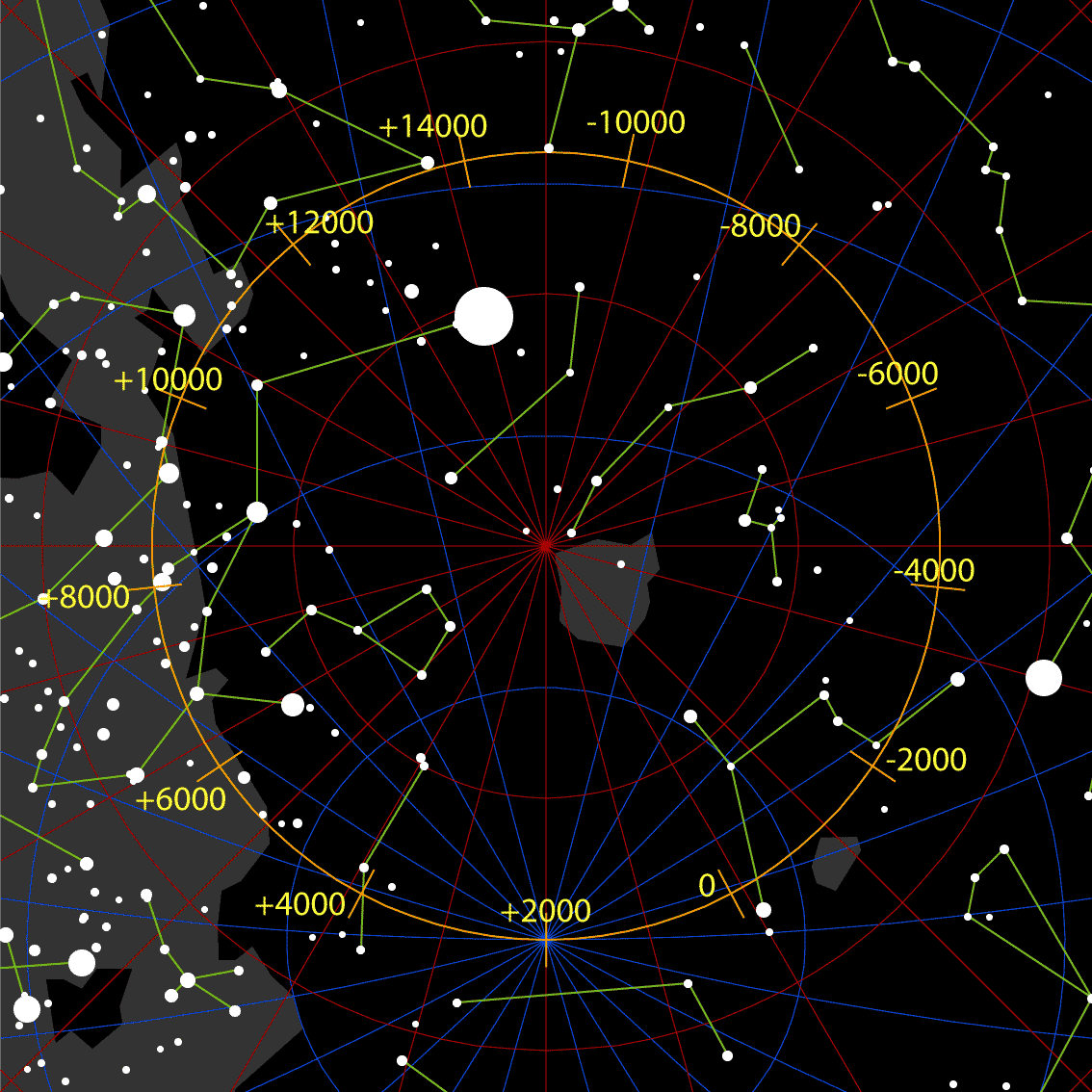
찬구 남극 주변의 지구 자전축의 세차

세차운동의 결과로는 극점 항성 변경이 있다. 현재는 폴라리스가 겉보기등급 2.1(가변적)로 적당한 밝기의 항성이며, 천체의 북극으로부터 약 1도 떨어진 곳에 위치해 있기 때문에, 폴라리스가 그 극의 위치를 표시하기에 매우 알맞다.
반면에, 기원전 3000년에 북극성이었던 용자리 성좌에 있는 투반은 겉보기등급 3.67로 훨씬 덜 밝다. 오늘날 그것은 빛으로 오염된 도시의 하늘에서는 보이지 않는다.
종종 거문고자리에 있는 밝은 항성 베가가 최고의 북쪽 항성으로 권유된다. (그것은 기원전 12,000년경에 그 역할을 다했고, 14,000년에 다시 맡게 된다.) 그러나, 그것은 결코 극의 5° 이내로는 들지 않는다.
고유운동으로 인해, 기원전 23,600년에는 폴라리스가 현재보다 극과 더 가까웠던 반면, 27,800년에 그것이 다시 북극성이 될 때는, 더 멀리 떨어지게 될것이다.
오늘날 천구의 남극 부분은 특히 단조롭기 때문에, 그 극을 찾기가 더 어려워졌다. 명목상의 남극성은 팔분의자리 시그마인데, 그 등급이 5.5로 이상적이 조건하에서도 맨눈으로는 가까스로 식별된다. 그러나, 80세기부터 90세기까지 천구의 남극이 돛자리를 지나며 여행할 때, 남극성도 바뀌게 될 것이다.
그러한 상황은 항성지도에서도 발견된다. 남극의 방향이 남십자자리를 향해서 이동하고 있다. 대략 지난 2,000년 동안, 남십자자리는 남극을 잘 가리켜오고 있다. 하지만, 남북회귀선내의 남쪽 위도 지역에서는 고대 그리스 시대처럼 그 별자리는 더 이상 보이지 않는다.

## 극점의 이동과 분점의 이동

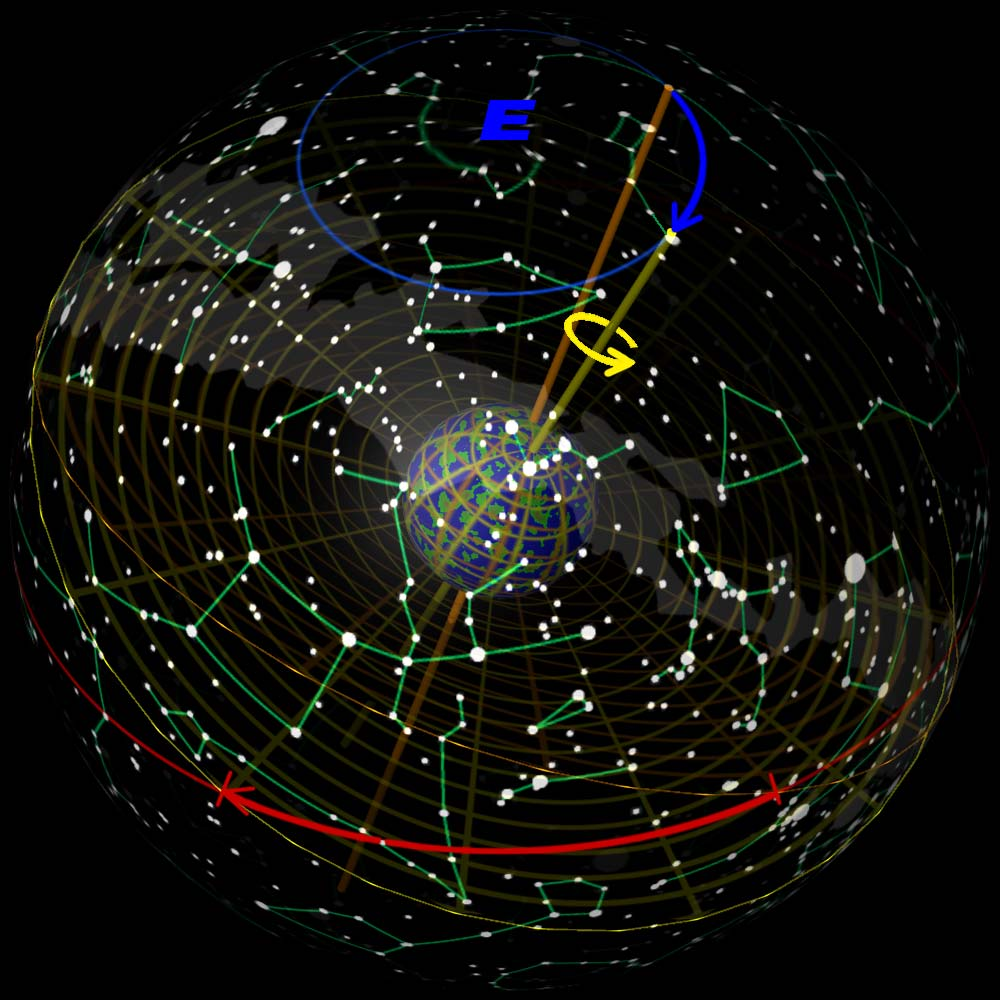
천구 '바깥'에서 보는 세차운동

지구의 옆에서 보는 26,000년 세차운동의 원. 현재 북쪽의 극점 항성은 폴라리스(Polaris)이다. 약 8,000년에, 그것은 밝은 항성 데네브(Deneb)가 될 것이며, 약 12,000년에는 베가(Vega)가 될 것이다. 지구의 자전은 표현되지 않았는데, 이 기간 동안, 그 횟수는 9백만 번 이상이다.

위의 그림들 지구 자전축의 세차운동과 분점의 이동 사이의 관계를 표현하려 한다. 이 그림들은 항성들의 실제 위치와는 상관 없이 지구에서 보는 그것들의 위치에 따라 그것들이 자리한 가상의 구(球)인 천구에서의 지구 자전축의 위치를 보여준다. 첫 번째 그림은 밖에서 보는 천구로 별자리들이 거울상으로 보인다. 두 번째 그림은 매우 넓은 광각 랜즈를 통해 보는 지구 옆에서의 시각을 보여준다.
좌측 그림은 황도의 북극(파란색 E)을 중심으로, 황도경사각으로 알려진 약 23.4°의 각도 기울기를 가진, 항성들 사이에서의 25,700년의 한 주기 동안의 지구의 자전축이 묘사되어 있다. 세차운동의 방향은 지구의 일주운동 방향과는 반대이다. 주황색 축은 투반을 가리키고 있을 때인 5,000년 전의 지구 자전축이다. 폴라리스를 가리키고 있는 노란색 축은 현재의 자전축이다.
분점은 천구의 주야평분선이 황도(붉은선)을 가로지르는 데에서 나타나는데, 지구의 자전축이 태양과 지구를 연결하는 선과 수직을 이루는 곳이기도 하다. (여기서의 "분점"은 태양이 지구의 주야평분선 위에 있는 순간이라기 보다는 앞에서 정의된 천구에 있는 점이라는데 유의할 필요가 있다.) 자전축이 한 방향에서 다른 방향으로 세차운동할 때, (지구를 두르는 원형 격자로 표시되는) 지구의 적도면도 움직인다. 천구의 적도는 지구의 적도에서 천구로 투영되는데, 그러므로, 그것은 지구의 적도면과 동시에 움직이며, 황도와의 교차점도 마찬가지이다. 지구에서의 극과 적도의 위치는 변하지 않으며, 항성에 대한 지구의 방향만 그러할 뿐이다.
주황색 격자에서 보여지는 5,000년의 춘분점은 황소자리의 항성 알데바란에 가깝다. 오늘날까지 노란색 축으로부터의 그것은 (붉은색 화살표로 표시된 만큼) 물고기자리 성좌의 어딘가로 이동해오고 있다.

위의 그림들은 세차운동의 가변적 속도와 황도의 가변적 기울기, (현재 경도 174°.8764에 있는 축을 중심으로 하는 황도면의 느린 회전인) 행성 세차 그리고 항성의 고유 운동이 계산에 포함되지 않은 근사치일 뿐이다. 

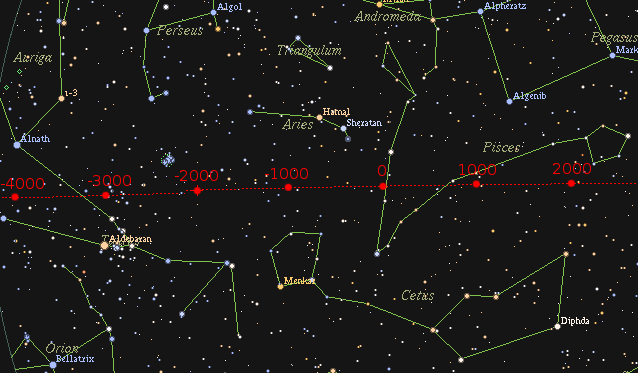
지난 6천년 동안의 항성들 사이에서 춘분점의 서쪽으로의 이동을 보여주는 그림

각각의 세차적 시대는 종종 대월이라고 불리는데, 다음과 유사하다.:
| 별자리     | 들어가는 연도 | 나가는 연도   |
| ---------- | ------------- | ------------- |
| 황소자리   | 기원전 4500년 | 기원전 2000년 |
| 양자리     | 기원전 2000년 | 기원전 100년  |
| 물고기자리 | 기원전 100년  | 기원후 2700년 |

## 원인
분점의 세차운동은 지구에 대한 태양과 달의 중력에 의해 그리고 보다 작은 정도로 다른 천체에 의해 야기된다. 그것은 제일 처음 아이작 뉴턴경에 의해 설명되었다.
자전축의 세차운동은 팽이의 세차운동과 유사하다. 두 경우 모두, 적용되는 힘은 중력으로 인한 것이다. 팽이의 경우에는 그 힘은 회전축과 거의 평행을 이루는 경향이 있다. 그러나, 지구에게는 태양과 달의 중력이 자전축에 거의 수직으로 작용한다.
지구는 완전한 구체가 아니고, 적도의 지름이 극지름보다 약 43 킬로미터가 더 큰 편구체이다. 지구의 자전축 기울기로 인해, 한 해의 대부분 동안 태양과 가까운 쪽의 절반은 남쪽이나 북쪽으로 중심을 벗어나 있고, 먼 쪽의 절반은 그 반대쪽으로 중심을 벗어나 있다. 중력은 거리에 따라 증감하기 때문에, 가까운 절반에 대한 중력의 끌어당김이 더 강한데, 따라서, 태양이 지구의 한쪽면에 대해 더 강하게 끌어당김으로, 그 힘은 지구에 대해 작은 회전력을 만들어낸다. 그 회전력(토크)의 축은 대략적으로 지구의 자전축, 즉 세차운동의 축과 수직을 이룬다. 만일 지구가 완전한 구체라면, 세차는 일어나지 않을 것이다.
그러한 평균 회전력은 황도의 극으로부터 기울어져 있는 자전축 방향에 수직으로 작용하므로, 그것이 자전축의 기울기를 변화시키지는 않는다. 태양(또는 달)으로부터의 회전력의 정도는 지구의 회전축에 미치는 중력 객체의 정렬에 따라서 달라지며 그 각도가 완전한 직각일 때 0에 근접한다.
위의 설명은 태양을 포함하고 있는데, 황도를 따라 또는 근접하게 움직이는 가장 객체 특히 달에게도 같은 설명이 적용된다. 태양과 달의 조합된 작용은 일월세차라고 불린다. (약 25,700년의 한 번의 완전한 주기를 만들어내는) 안정된 점진적 이동 이외에도, 그것들의 위치 변화로 인해 간헐적인 작은 변화도 야기된다. 세차의 속도와 자전축 두 모든 경우에서의 그러한 진동은 장동으로 알려져 있다. 그것의 가장 의미 있는 기간은 18.6년이며 20각초 이하의 진폭이다.
일월세차에 부가적으로 태양계의 다른 행성들의 작용이 황도 전체를 현재 황경에서 측정된 약 174°에 있는 축을 중심으로 느리게 회전하게 만든다. 행성 세차라고 불리는 그것은 황도면을 1년에 (일월 세차보다 약 5백배 더 작은) 0.47 각초의 회전량 만큼씩을 움직이게 한다. 그 두 세차운동의 합은 일반세차로 알려져 있다.

## 방정식

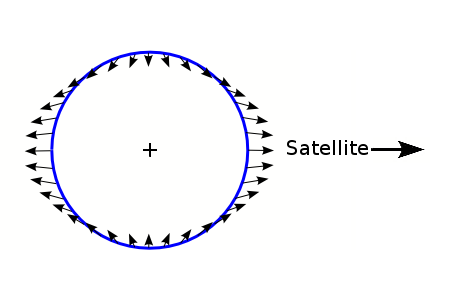
태양과 달 또는 행성에 의해 야기되는 지구에서의 기조력

섭동을 일으키는 천체(태양과 달 또는 행성)로 인해 지구에 미치는 기조력은 지구의 먼 쪽 측면에 미치는 중력보다 더 가까운 측면에 더 큰 중력을 미치는 그 섭동 천체에 의한 중력의 역제곱 법칙의 결과이다. 만일 (원심력과 같은) 지구의 중심에 미치는 섭동 천체의 중력이 지구 표면 전체에 미치는 섭동 천체의 중력에서 감해진다면, 기조력만이 남게 된다. 세차운동의 경우에, 그 기조력은 극에서 극까지의 구체 외면의 적도융기에만 작용하는 두 가지 형태의 힘을 받는다. 그 우력은 두 쌍의 요소로 분해될 수 있는데, 한 쌍은 서로 상쇄하는 섭동 천체로 향하고 멀어지는 적도면에 상응하며, 다른 한 쌍은 황도면에 대한 따른 지구의 자전축에 상응한다. 후자의 쌍력은 다음과 같이 지구의 적도 융기에 미치는 회전력 벡터를 만들어낸다.
{\displaystyle {\overrightarrow {T}}={\frac {3Gm}{r^{3}}}(C-A)\sin \delta \cos \delta {\begin{pmatrix}\sin \alpha \\-\cos \alpha \\0\end{pmatrix}}}
여기서
Gm = 섭동 천체의 표준 중력 매개변수
r = 섭동 천체의 지구중심적 거리
C = 지구 자전축의 관성 모멘트
A = 지구 적도 지름의 관성모멘트
C − A = 지구 적도융기의 관성 모멘트 (C > A)
δ = (적도의 북쪽이나 남쪽에 있는) 섭동 천체의 적위
α = (춘분점에서 동쪽에 있는) 섭동 천체의 적경.
지구의 (위에서 아래까지의) 중심에 미치는 회전력에 관한 세 방향의 단위 벡터는 황도면 내의 춘분점을 향하는 (황도면과 적도면이 교차하는) 한 선에 있는 x이며, 황도면에서 (x의 동쪽 90°인) 하지점을 향하는 한 선에 있는 y 그리고 황도의 북극을 향하는 한 선에 있는 x이다.
태양에 대해 x의 방향에 있는 세 가지의 정현곡선 항(sinδ cosδ sinα)의 값은 분점(0°, 180°)의 0에서부터 지점(90°, 270°)의 0.36495까지 변화하는 사인 제곱 파형이다. 태양에 대해 y(sinδ cosδ (−cosα))의 방향에 있는 값은 각각 두 곳씩의 분점과 지점의 0에서부터 (43.37°(−), 136.63°(+), 223.37°(−), 316.63°(+)씩으로) 분점들을 향해 약간 가운 최댓값들을 지니는 각각의 분점과 지점 사이까지 (사인 제곱의 최댓값의 절반보다 조금 더 큰) 0에서부터 ±0.19364까지 변화하는 사인파이다. 이 두 가지의 태양의 파형은 대략 공전의 절반 또는 반년의 같은 최댓값-대-최댓값의 진폭과 같은 주기를 갖고 있다. z 방향에 있는 값은 0이다.
y 방향에 있는 사인 항의 평균 회전력은 태양이나 달에 대해서는 0이므로, 그 회전력 요소는 세차에 작용하지 않는다. 태양에 대한 x 방향에 있 사인 제곱 파형의 평균 회전력은 다음과 같다.:
{\displaystyle T_{x}={\frac {3}{2}}{\frac {Gm}{a^{3}(1-e^{2})^{3/2}}}(C-A)\sin \epsilon \cos \epsilon }
여기서
{\displaystyle a} = 지구의 (태양에 대한) 또는 달의 궤도장반경
e = 지구의 (태양에 대한) 또는 달의 궤도이심률.
그리고, 1/2은 사인 제곱 파형의 평균이며, {\displaystyle a^{3}(1-e^{2})^{3/2}}는 전체 타원 궤도에 있는 지구로 부터의 태양 또는 달의 세제곱한 평균 거리를 설명하고, {\displaystyle \epsilon \,\!}(적도면과 황도면 사이의 각도)은 총 18.6년의 주기 동안의 태양에 대한 δ의 최댓값이며 달에 대한 평균 최댓값이다.
세차운동은:
{\displaystyle {\frac {d\psi }{dt}}={\frac {T_{x}}{C\omega \sin \epsilon }}}
여기서 ω는 지구의 각속도이며, Cω는 지구의 각운동량이다. 따라서, 태양이 기인하는 세차운동의 제1 분력은:
{\displaystyle {\frac {d\psi _{S}}{dt}}={\frac {3}{2}}\left[{\frac {Gm}{a^{3}(1-e^{2})^{3/2}}}\right]_{S}\left[{\frac {(C-A)}{C}}{\frac {\cos \epsilon }{\omega }}\right]_{E}}
반면에, 달이 기인하는 값은:
{\displaystyle {\frac {d\psi _{L}}{dt}}={\frac {3}{2}}\left[{\frac {Gm(1-1.5\sin ^{2}i)}{a^{3}(1-e^{2})^{3/2}}}\right]_{L}\left[{\frac {(C-A)}{C}}{\frac {\cos \epsilon }{\omega }}\right]_{E}}.
여기서 i는 달의 궤도면과 황도면사이의 각도이다. 태양의 매개변수들은 S가 붙은 대괄호 안에 있고, 달의 매개변수들은 L이 붙은 대괄호 안에 있으며 지구의 매개변수들은 E가 붙은 대괄호 안에 있다. {\displaystyle (1-1.5\sin ^{2}i)}은 황도에 대한 달의 궤도 경사각을 설명한다. (C−A)/C는 동적 타원률 또는 편평률으로써, 지구의 내부 구조는 충분히 자세하게 알려지지 않았기 때문에, 그것은 관측된 세차에 맞춰 조정된다. 만일 지구가 균질이라면, 그 계산은 제3 제곱 이심률과 동등하다.
{\displaystyle e''^{2}={\frac {\mathrm {a} ^{2}-\mathrm {c} ^{2}}{\mathrm {a} ^{2}+\mathrm {c} ^{2}}}}.
여기서 a는 적도반지름(6378137m)이고, c는 극반지름(6356752m)이므로, e''2 = 0.003358481이다.
일곱 개의 중요한 밑기수로 순환하는 J2000에 대한 적절한 매개변수는 다음과 같다.:
| 태양                      | 달                       | 지구                                      |
| ------------------------- | ------------------------ | ----------------------------------------- |
| Gm = 1.3271244×1020 m3/s2 | Gm = 4.902799×1012 m3/s2 | (C − A)/C = 0.003273763                   |
| a = 1.4959802×1011 m      | a = 3.833978×108 m       | ω = 7.292115×10−5 rad/s                   |
| e = 0.016708634           | e = 0.05554553           | {\displaystyle \epsilon \,\!} = 23.43928° |
|                           | i= 5.156690°             |                                           |

산출:
dψS/dt = 2.450183×10−12 /s
dψL/dt = 5.334529×10−12 /s
위의 두 식은 2π 호도에서의 각초수(1.296×106"/2π)와 (율리우스력의) 일년에서의 초 (3.15576×107s/a)에 의해 "/a(각초/년)으로 변환되어야 한다.
dψS/dt = 15.948788"/a   vs   15.948870"/a
dψL/dt = 34.723638"/a   vs   34.457698"/a
지구의 궤도는 다른 행성들에 의해 약간만의 섭동을 받는 타원형에 가깝기 때문에, 태양에 대한 방정식은 태양이 기인하는 세차운동에 대한 유효한 표현이다. 달의 궤도는 태양에 의해 심하게 왜곡되기 때문에, 달에 대한 방정식은 충분치 못한 표현이다.

## 값
19세기 말경 사이먼 뉴컴의 경도상의 일반세차(p)에 대한 계산은 1회귀년 당 5,025.64각초의 값을 부여했으며 인공위성이 더 정확한 관측결과를 전하고 전자계산기가 계산을 위한 더 정교한 모형을 만들게 될 때까지 그 값이 일반적으로 수용되었다. 1976년에 리에스케는 p값은 율리우스력의 1세기 당 5,029.0966 각초와 같다는 개선된 이론을 내놓았다. 초장기선 간섭 관측법(VLBI)과 달 레이저 거리 측정실험(LLR)과 같은 현대 기술은 그 이상의 정교함에 기인했으며, 국제천문연맹은 2000년에 세차운동에 대한 새로운 일정한 값을 그리고 2003년과 2006년에 새로운 계산 기법과 다항식의 표현을 채택했다. 그렇게 축적된 세차운동의 값은 다음과 같다.:
pA = 5,028.796195×T + 1.1054348×T2 + 섭동항(higher order terms)
세차의 비율은 다음의 도함수이다.:
p = 5,028.796195 + 2.2108696×T + 섭동항
이 속도의 항구적 기간은 25,772년의 한 번의 완전한 세차 주기와 상응한다.
세차운동의 비율은 일정하지 않으며, T의 일차항과 섭동항으로 표시되는 시간 동안 천천히 증가한다. 어떤 경우에, 그 공식은 제한된 기간 동안에서만 유효하다는 점이 강조되어야 한다.
만일 T가 (먼 미래나 먼 과거 만큼) 충분히 크다면, T²항이 우세하며, p값은 매우 큰 값이 될 것이다. 실제로, 태양계의 수치모델에 대한 더 정교한 계산법은 세차값의 상수들이 41,000년의 한 주기이며, 황도의 경사각과 같은 값임을 보여준다. 여기서 언급된 상수들은 세차운동 스스로의 값이 아닌, 위 공식의 일차항과 모든 섭동항이라는 점에 유의할 필요가 있다. 그 값의 계산은 다음과 같다.:
p = a + b sin (2πT/P)
어림셈:
p = A + BT + CT2 + …
위의 P는 410세기의 기간이다.
T의 섭동력에 상응하는 타당한 정수(계수)들이 계산될 수 있는 이론적 모델이 있다. 그러나, (제한된) 다항식을 간헐적인 함수와 일치시킨다는 것은 불가능하기 때문에, 위와 같은 어림셈에서 발생하는 오류는 T 값의 증가 범위 없이 늘어나게 될것이다. 그러한 면에 있어서, 국제천문연맹은 최고로 발전된 가용 이론을 선택한다. 수세기 동안의 과거와 미래에 관한 모든 공식은 매우 많이 빗나가지는 않는다. 수천년 동안의 과거와 미래에 대해서도 그것은 다소 정확성을 지니고 있음은 인정된다. 그 이상의 연대 동안에 대해서는 불일치가 매우 크다. 단 한 번의 완전한 세차 주기에 대해서도, 세차운동의 정확한 비율과 주기는 이러한 다항식들을 사용해서는 계산되지 못할 수도 있다.
지구 자전축의 세차운동은 배우 느린 변화이지만, 천문학자들의 연구에 있어서는 그것의 일일이동까지 계산에 포함되는 정확도를 요한다. 세차운동과 지구의 자전축 기울기(황도의 경사각)은 위와 같은 이론들로 계산될 수 있으며, 따라서, 서로 수직 방향으로 움직이는 독립적인 두 가지의 작용과 연관된다고 할 수 있다.
세차운동은 현재를 중심으로 5억년 동안의 59"/a부터 45"/a(a=년=율리우스년)까지의 조수의 변속으로 인한 장기간의 감소를 나타낸다. 단기간(수만년)의 변동이 평균내어진 이후로, 현재로부터 과거와 미래의 시간 동안의 장기간의 변동은 다음과 같은 다항식에 가깝게 될 수 있는 경향이 있다. 여기서 T는 율리우스년 십억년(Ga)에 대한 값이다.:
p− = 50.475838 − 26.368583T + 21.890862T2
p+ = 50.475838 − 27.000654T + 15.603265T2
세차값은 +30 Ma과 +130 Ma 사이의 +0.135052"/a의 작은 값에 의해 p+보다 더 클 것이다. 세차운동에 있어서 장기간의 감소는 다른 행성들에 의해 야기되는 지구 궤도의 공진의 교차의 시작이므로 p+를 초과하는 급증은 현재 시작하는 +20 Ma에서만 나타날 것이다.
워드에 따르면, 약 10억5천만년이 되면, 조수 효과의 지속적인 증가를 야기하는 달과의 거리는 현재의 60.3 지구 반경에서 거의 66.5 지구 반경으로 멀어지게 될 것이며, 행성의 작용으로부터 비롯된 공진은 세차를 처음보다 49,000년을 밀려있게끔 할 것이고, 약 20억년경에 달과의 거리가 68 지구반경이 될 때는 69,000년이 밀려있을 것이다. 그러함은 황도 경사각의 심한 변동과도 연관 된다. 그러나, 워드는 조수의 변동에 대해서는 현대의 아주 큰 값을 적용했다. 6억2천년 평균 값의 사용은 현대 값의 약 절반의 조수의 윤회층에 의해 규정된 것인데, 대략 각각 30억년과 40억년까지 그러한 공진에 도달하지는 않을 것이다. 그러나, 태양광의 점진적인 증가로 인해, 그 때(현재로부터 약 21억년경)가 되기 훨씬 전에 지구의 바닷물은 증발하게 될 것이다.

## 같이 보기
- 물병자리의 시대
- 자전축 기울기
- 오일러 각
- 밀란코비치 주기
- 장동
- 항성년